# Benjamin Brown
Benjamin Brown, detto Benny (San Francisco, 27 settembre 1953 – Ontario, 1º febbraio 1996), è stato un velocista statunitense, specializzato nei 400 metri piani.

## Biografia
Nel 1976 vinse la medaglia d'oro nella staffetta 4×400 metri assieme ai compagni Herman Frazier, Fred Newhouse e Maxie Parks.

## Palmarès
Giochi olimpici
- 1 medaglia:
  - 1 oro (staffetta 4×400 metri a Montréal 1976).